# Internt fordreven person
En internt fordreven person (engelsk: internally displaced person, forkortet IDP) er en person, der er flygtning i sit eget land. Det vil sige en person, der er tvunget til at forlade sit hjem, men ikke sit land, og som derfor bosætter sig et andet sted i landet.
Ved udgangen af 2014 skønnedes det, at der var 38,2 millioner internt fordrevne på verdensplan. Landene med de største antal internt fordrevne var Syrien (7,6 millioner), Colombia (6 millioner), Irak (3,6 millioner), den Demokratiske Republik Congo (2,8 millioner), Sudan (2,2 million), Sydsudan (1,6 millioner), Pakistan (1,4 millioner), Nigeria (1,2 millioner) og Somalia (1,1 millioner).
Ved slutningen af 2006 skønnedes det, at der var omkring 24,5 millioner internt fordrevne personer i verden fordelt på 52 lande, og af disse befandt omkring 11,5 millioner sig i Afrika fordelt på 21 lande.